# Politisierungsdilemma
Politisierungsdilemma beschreibt das Paradox erhöhter Machtkämpfe aufgrund innerer Konkurrenzen und unklarer Zuständigkeitsbereiche aus hierarchisch abgeflachten Strukturen in Organisationen.
Aus dem Versuch der Kosteneinsparung (wie Lean Management), Dezentralisierung, Entbürokratisierung und Flexibilitätsansprüchen gegenüber sich laufend wandelnden Abnehmerbedürfnissen (sich wandelnden „Märkten“) heraus tendieren Unternehmen dazu, ihre Hierarchien abzuflachen, woraus Zuständigkeitsbereiche unklar werden können, innere Konkurrenzen sich verstärken und Macht- und Zuständigkeitskämpfe unter den jeweiligen Teams, Abteilungen und Mitarbeitern zunehmen können. Das ursprüngliche Ziel der Entpolitisierung in der Organisation kann damit nicht erreicht werden bzw. wird konterkariert. Es entsteht ein Paradox: aus zunehmender Verantwortungsdiffusion entstehen Politisierungsprozesse in der Organisation sowie ungeplante Kosten.

## Tabuisierung von Macht in Organisationen
Die Tabuisierung von Macht führt zu verschleierten (informellen) Machtkämpfen. So schreiben Egbert Steiner und Ludwig Reiter (1986): „Die Ablehnung immer vorhandener Hierarchien führt nur zu deren Verschleierung und macht sie damit auch unangreifbar.“ Häufig gehen „postbürokratische“ Unternehmen davon aus, dass die Forcierung von „Win-win-Situationen“  und die Aufhebung von Hierarchien Machtkämpfe obsolet machten. Das Gegenteil ist der Fall. Stefan Kühl dazu wie folgt: „Diese Politisierungstendenzen werden häufig begleitet durch eine Tabuisierung von Macht in Organisationen.“, und: „Die ständig latente Gefahr für bürokratische Organisationen, an ungebändigten Machtkämpfen zugrunde zu gehen, hat die Reaktion zur Folge, dass zentrale Probleme und Machtbeziehungen mit einem Mantel des Schweigens verhüllt werden.“

## Weitere ungewollte Nebenfolgen (Komplexitäts- und Identitätsdilemma) aus Dezentralisierung
Aus reduzierten Strukturen in der Hierarchie der jeweiligen Organisation bzw. aus Dezentralisierungen soll außerdem die Komplexität von bürokratischen Entscheidungsprozessen verringert werden. Neben dem Politisierungsdilemma, also aus unklaren Zuständigkeits-, Verantwortungs- und Entscheidungskompetenzen, steigt auch die Komplexität in Organisationen – das Komplexitätsdilemma. Aus zunehmenden Flexibilisierungsansprüchen einzelner Organisationseinheiten (Flexibilitätsdilemma) sowie aus der zunehmenden Auslagerung interner Prozesse (Outsourcing) und insofern unklaren Außengrenzen des Organisationssystems resultiert ein Identitätsdilemma.
Identitätsdilemmata steigern wiederum üblicherweise die Politisierungstendenzen in Organisationen – eine intern unklare (verwischte) Unternehmensidentität führt häufig dazu, dass Mitarbeiter aufgrund des Drucks aus dem internen Wettbewerb um höhere Machtpositionen dazu neigen, letztlich nur noch zu eigenem (individuellen) Vorteil auf Kosten des  Unternehmensinteresses zu agieren. Wenn Einzelne oder auch ganze Einheiten der Organisation sich so weit von einer „schwachen Organisationsidentität“ zu eigenem (individuell kurzfristigen) Nutzenkalkül abwenden, wird auch von strukturellem Egoismus gesprochen, und dieser kann so weit gehen, dass jegliche Loyalität der Mitglieder zur Organisation verlorengeht und sich stattdessen ein bloßes „Söldnertum“ in Organisationen entwickelt.

## Stellenwert
Das Politisierungsdilemma nach Stefan Kühl (1994/98) inspirierte die junge Generation deutscher Soziologen zu Kritik gegenüber dem (Ende der 1970er entwickelten) bis dahin als modern geltenden Peters/Waterman-Konzept (auch: McKinsey-7-S).